# Я, робот
«Я, ро́бот» (англ. I, robot) — збірка науково-фантастичних оповідань американського письменника Айзека Азімова, що вийшла 1950 року в американському видавництві «Gnome Press» та яка має великий вплив на сучасну науково-фантастичну літературу, де вперше були сформульовані Три закони робототехніки.
Неодноразово перевидавалася і перекладалася багатьма мовами. Перекладена і видана українською мовою у 1987 році (перекладач — Д. Грицюк).

## Оповідання
- «Роббі»[a]. («Robbie»), 1940;
- «Зачароване коло» («Runaround»), 1942;
- «Логіка» («Reason»), 1941;
- «Впіймати кролика» («Catch that Rabbit»), 1944;
- «Брехун!» («Liar!»), 1941;
- «Загубився робот» («Little lost robot»), 1947;
- «Втеча» («Escape!»), 1945;
- «Доказ» («Evidence»), 1946;
- «Розв'язати протиріччя»[b] («The Evitable conflict»), 1950.

## Історія публікації
До початку 1949 року у Айзека Азімова накопичилося достатньо матеріалу для видання окремого збірника про роботів. У березні 1949 року він почав відбирати розповіді і придумав загальну ідею. Тоді у Азімова народилася робоча назва циклу «Mind and Iron» («Розум і Залізо»). Марті Грінберг з видавництва «Gnome Press», який готував видання збірки, запропонував взяти назву оповідання «I, Robot» («Я, робот»), американського письменника фантаста Індо Біндера (1939), яке за змістом ніяк не пов'язане з творами Азімова.
Розповіді про роботів і роботехніку, концепція законів здобули велику популярність і стали основою для цілої подальшої серії творів Азімова, що включає романи «Сталеві печери», «Оголене сонце», «Роботи світанку», «Роботи та Імперія» та інші оповідання, включені у пізніші збірки.

## Зміст
Оповідання збірки побудовано у формі інтерв'ю з доктором Сьюзен Келвін в 2057 році, в якому вона ділиться спогадами про свою роботу на посаді штатного робопсихолога світового лідера у виробництві позитронних роботів корпорації U.S. Robots and Mechanical Men, Inc..
Загальна ідея, що об'єднує розповіді збірника, — розв'язання проблем, пов'язаних із роботами, які можна віднести до зіткнення залізної логіки законів робототехніки та людського фактора.
Крім Сьюзен загальні для циклу герої:
- Грегорі Пауелл і Майк Донован — інженери, які на місцях розбираються з некоректним функціонуванням роботів у клієнтів компанії «Ю. С. Роботс»
- Доктор Альфред Леннінг — науковий керівник компанії «Ю. С. Роботс»
- Пітер Богерт — головний математик компанії «Ю. С. Роботс»
- Стівен Баєрлі — політик; робот, що вдало вдає людину.

Час дії: перша половина XXI-го століття.
У всесвіті роботів, незадовго до народження Сьюзен Келвін, (1982 рік) закінчилася світова війна, був винайдений гіпердвигун і позитронний мозок, які наприкінці XX-го століття дозволили почати колонізацію Сонячної системи. 2002 року Альфредом Леннінгом був винайдений перший рухомий робот, що розмовляє.
Місце дії більшості оповідань: планети Сонячної системи. Відповідно до законів будь-яка експлуатація роботів була дозволена тільки за межами Землі. Справді, в суворих умовах інших планет і астероїдів, діяльність роботів була особливо виправдана.

## Культурний вплив
Критики відзначають, що образ робота у світовій фантастиці значною мірою сформовано п'єсою «Р.У.Р.» Карела Чапека, де власне і з'явилося вперше слово робот, і оповіданнями Айзека Азімова.
Вперше з'явившись у фантастиці приблизно в 1920-х роках, роботи відразу вийшли з-під контролю людини і почали бунтувати. На противагу цьому строга логіка і технократичний підхід Азімова зробили робота продуктом конвеєрної технології і передбачуваним помічником людини. У Законах робототехніки є свої слабкі місця, що змусило згодом Азімова їх доопрацювати і переглянути. Однак закінчена концепція поведінки робота і поняття робопсихології значно вплинула на авторів, які писали в цьому жанрі наукової фантастики.
Розповіді Азімова мали значний вплив на культуру, науку і виробництво.
- Назва відомої компанії U. S. Robotics, що виробляє модеми, з'явилася як результат впливу оповідань Азімова на засновників фірми[3].
- Корпорація Irobot використовує назву збірки оповідань, як торгову марку автоматичних пилососів, що випускаються нею[4].
- Один з альбомів відомої музичної групи Alan Parsons Project називається «I Robot» (1977). Спочатку альбом мав називатися «I, Robot», але Азімов продав назву за 10 років до цього.

## Екранізації і постановки
Розповіді зі збірки послужили основою для телевізійних постанов:
- «Out of unknown» Велика Британія 1965. (За мотивами оповідання «Логіка»)[5]
- «Цей фантастичний світ» СРСР 1987. (За мотивами оповідання «Брехун»)[6]

Фільм «Я, робот» (2004) хоч і базується на ідеях збірки і законах роботехніки, сюжетно ближче до роману Азімова «Сталеві печери» і оповідання «Сни робота».

## Цікаві факти
Оригінальний текст Азімова місцями виглядає застарілим. Так наприклад, герої розробляють позитронних роботів за допомогою логарифмічних лінійок.
| Ви стоїте лицем до лиця з загадковим позитронних мозком, який, за словами цих геніїв з логарифмічними лінійками, повинен працювати так то і так то[7]. |